# Amarant
Amarant (Amaranthus), auch Fuchsschwanz genannt, auch Amaranth geschrieben, ist eine Pflanzengattung innerhalb der Familie der Fuchsschwanzgewächse (Amaranthaceae). Die 60 bis 98 Arten sind fast weltweit verbreitet.
Genutzt werden vor allem die feinkörnigen, an Hirse erinnernden Samen des Garten-Fuchsschwanzes (Amaranthus caudatus), in der Andenregion bis heute unter dem Namen Kiwicha (Aussprache: Kiwitscha) bekannt. Die Azteken nannten ihn huautli. Anders als die echten Getreide, bei denen es sich um Einkeimblättrige handelt, gehört die Gattung Amaranthus zu den zweikeimblättrigen Pflanzen.

## Beschreibung

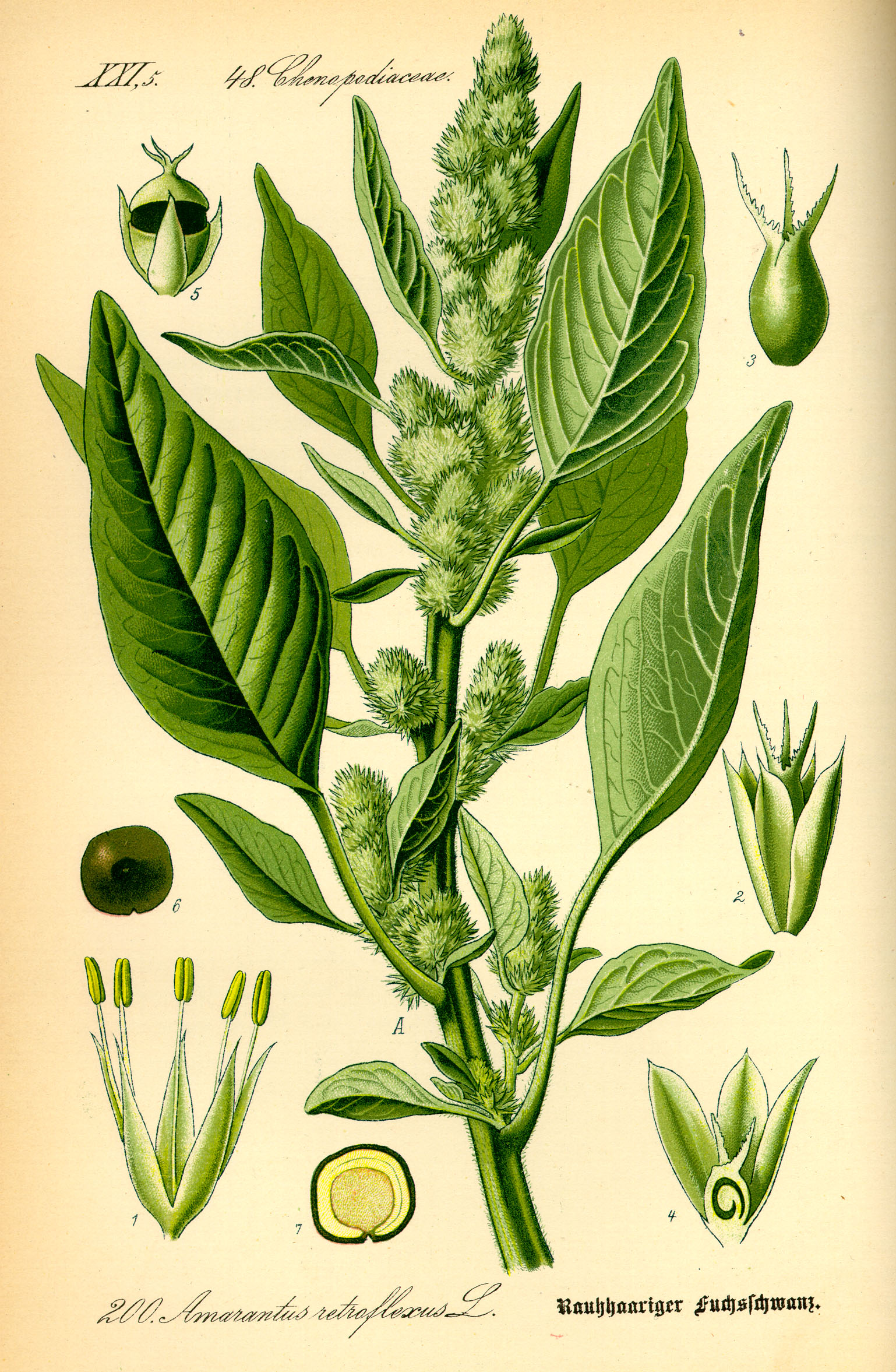
Amaranthus retroflexus, Illustration aus Thomé: Flora von Deutschland, Österreich und der Schweiz, 1885

### Vegetative Merkmale
Bei Amaranthus-Arten handelt es sich meist um einjährige, selten mehrjährige, krautige Pflanzen. Die Stängel sind meist verzweigt. Sie sind niederliegend, aufsteigend oder aufrecht, kahl oder kraushaarig oder papillös. Die wechselständig angeordneten Laubblätter sind in Blattstiel und Blattspreite gegliedert. Sie sind ganzrandig und oft von rhombischer Gestalt. Sie sind kahl oder flaumig behaart und an der Spitze oft mehr oder weniger tief ausgerandet.

### Generative Merkmale
Die Blütenstände sind meist sehr vielblütig. Die Einzelblütenstände sind gabelig mit sehr kurzen Internodien. Sie sind daher oft dicht geknäuelt. Die Einzelblütenstände stehen bei vielen Arten in den Blattachseln; bei anderen Arten sind sie zu verlängerten, endständigen, blattlosen, einfachen oder rispig verzweigten Scheinähren vereinigt. Die Blüten sind immer eingeschlechtig. Die Pflanzen sind entweder (bei den Untergattungen Amaranthus und Albersia) einhäusig getrenntgeschlechtig (monözisch) oder (bei der Untergattung Acnida) zweihäusig getrenntgeschlechtig (diözisch). Bei den weiblichen Blüten können Blütenhüllblätter fehlen, oder es sind ein bis fünf vorhanden und ein Stempel. Bei den weiblichen Blüten sind die Blütenhüllblätter gleich oder die äußeren sind größer als die inneren.  Bei den männlichen Blüten sind drei bis fünf Blütenhüllblätter und drei bis fünf Staubblätter vorhanden. Die Staubbeutel sind vierfächerig. Die Fruchtknoten sind eiförmig; die Griffel sind kurz oder fehlend. Es sind 2 bis 4 Narben vorhanden, die auf der Innenseite bärtig behaart sind.
Die Früchte haben Deckelkapseln außer bei Amaranthus bouchonii, Amaranthus deflexus und Amaranthus blitum, bei denen die Früchte unregelmäßig aufreißen. Die Samen sind kugelig bis linsenförmig und weniger als 1 mm dick.

## Vorkommen

### Weltweites Vorkommen
Die Gattung Amaranthus umfasst 60 bis 98 Arten, die auf allen Kontinenten außer der Antarktis vorkommen. Amaranthus-Arten sind in den wärmeren Zonen der Erde verbreitet, meist in trockenen Steppengebieten, in Ödland und Kulturland. Die größte Artenvielfalt findet sich in der Neuen Welt; allein in Nordamerika gibt es etwa 38 Arten.

### Europäisches Vorkommen
Nach Euro+Med gibt es ursprüngliche Vorkommen von Amaranthus-Arten in Portugal, Spanien, Frankreich, Deutschland, Belgien, Großbritannien,  Dänemark, Schweden, Finnland, Schweiz, Italien, Slowenien, Kroatien, Ungarn, Ukraine, Albanien, Nordmazedonien, Griechenland, Bulgarien und in der Türkei. Nach Ansicht anderer Autoren dürften nur Amaranthus graecizans L. und Amaranthus blitum subsp. oleraceus (L.) Costea in Südeuropa einheimisch sein.
Einige Amaranthus-Arten sind Kulturbegleitpflanzen. Fast alle in Europa vorkommenden Arten sind in den letzten zwei Jahrhunderten, vor allem aus der Neuen Welt, eingeschleppt worden. Die in Europa vorkommenden Arten lieben warme und nährstoffreiche Böden. Da sie zur Keimung höhere Temperaturen benötigen, findet man sie vor allem in spät angebauten Kulturen wie Gemüse, Mais, Rüben, Kartoffeln in Weinbergen u. Ä. Mit der Ausweitung des Maisanbaus nach Mittel- und Nordeuropa breiten sich auch die Amarant-Arten als Unkräuter aus.
Zu den in Mitteleuropa vorkommenden Arten zählen inzwischen: Weißer Amarant, Weißer Fuchsschwanz (Amaranthus albus L.), Niederliegender Amarant, Westamerikanischer Fuchsschwanz (Amaranthus blitoides S.Watson), Bouchons Amarant (Amaranthus bouchonii Thell.), Krauser Amarant (Amaranthus crispus (Lesp. & Thév.) N.Terracc.), Herabgebogener Amarant (Amaranthus deflexus L.), Griechischer Amarant (Amaranthus graecizans L.), Ausgebreiteter Amarant (Amaranthus hybridus L.), Grünähriger Amarant (Amaranthus powellii S. Watson), Zurückgebogener Amarant (Amaranthus retroflexus L.), Standleys Amarant (Amaranthus standleyanus Covas).

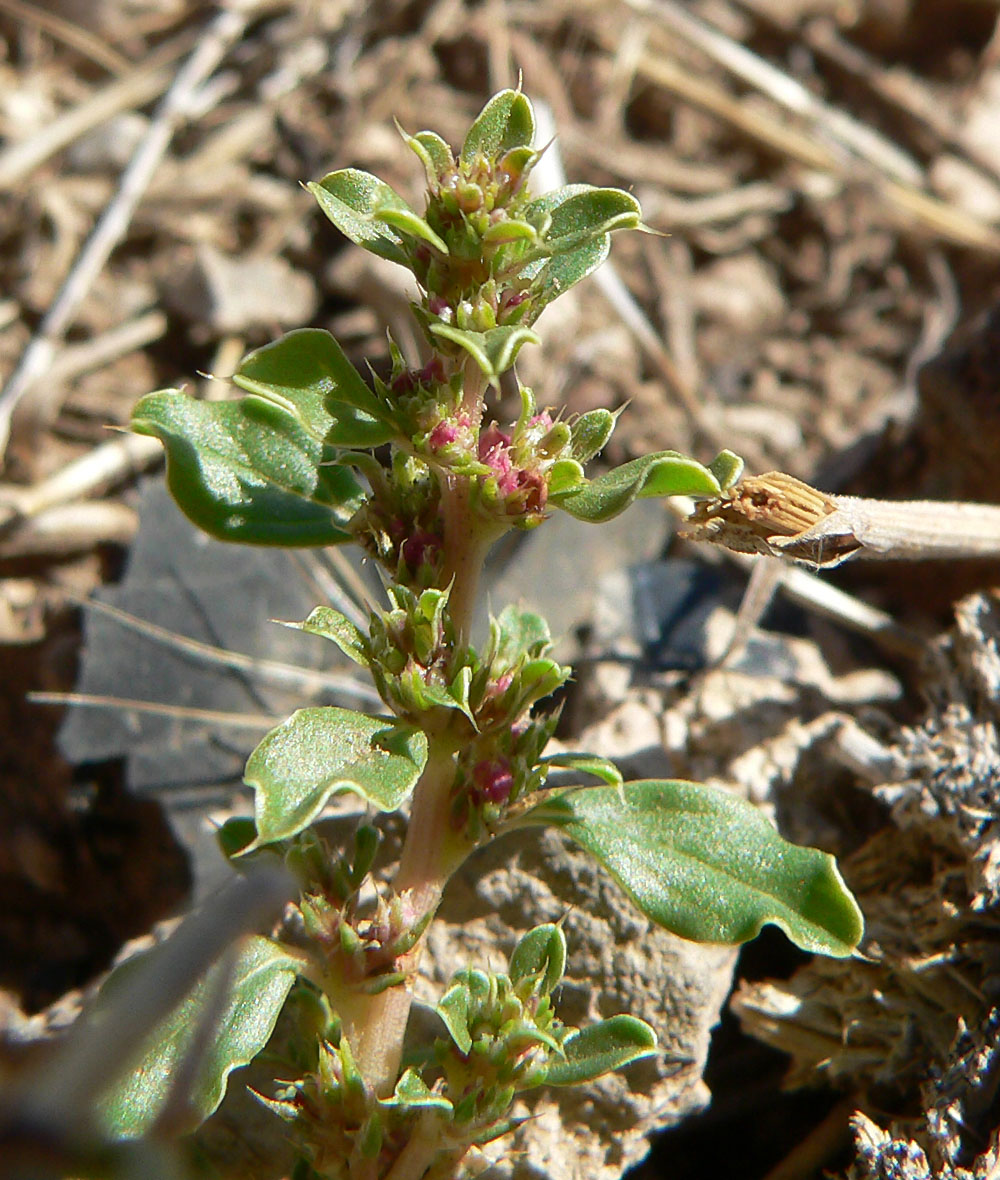
Amaranthus albus

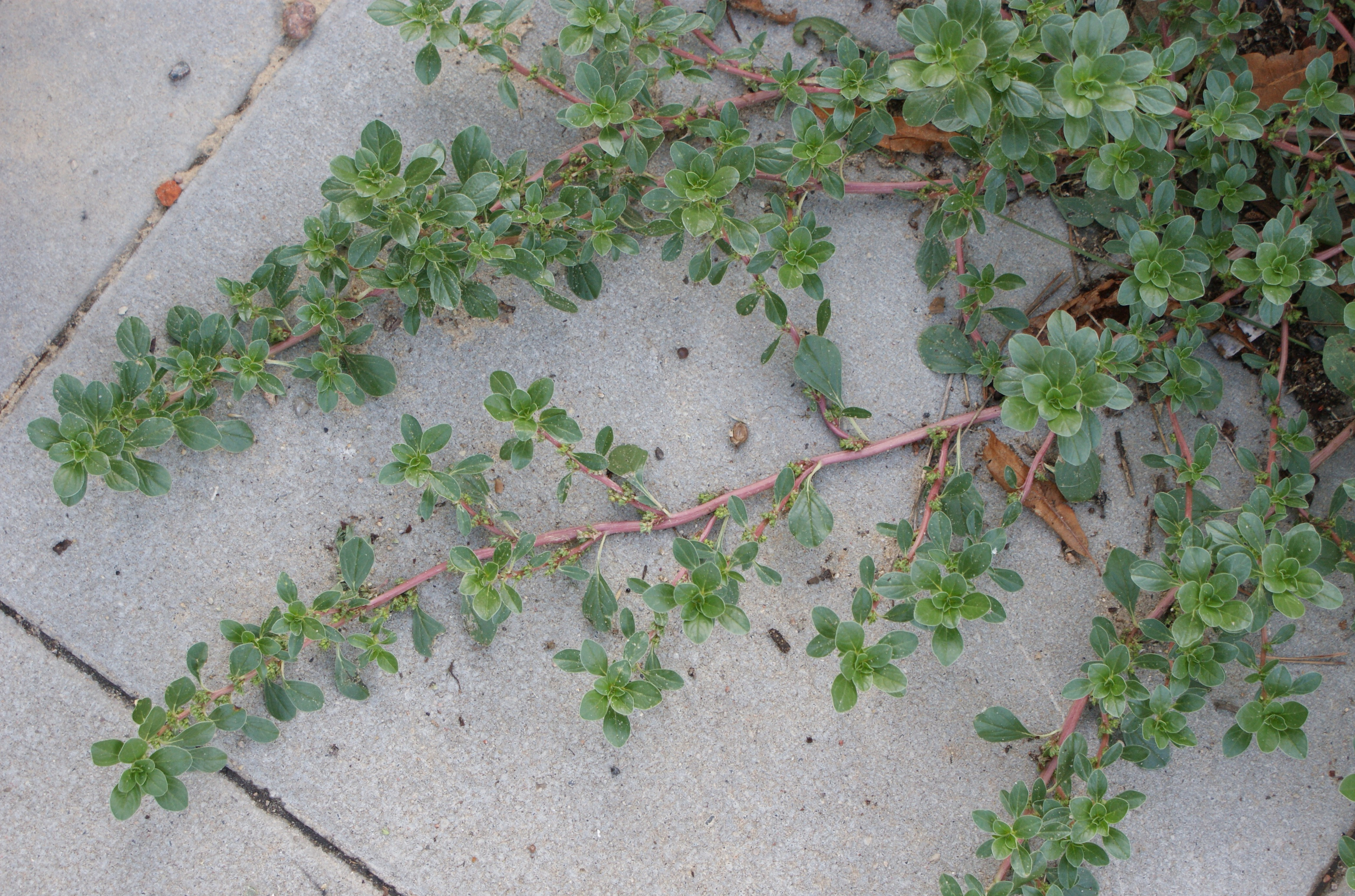
Westamerikanischer Fuchsschwanz (Amaranthus blitoides)

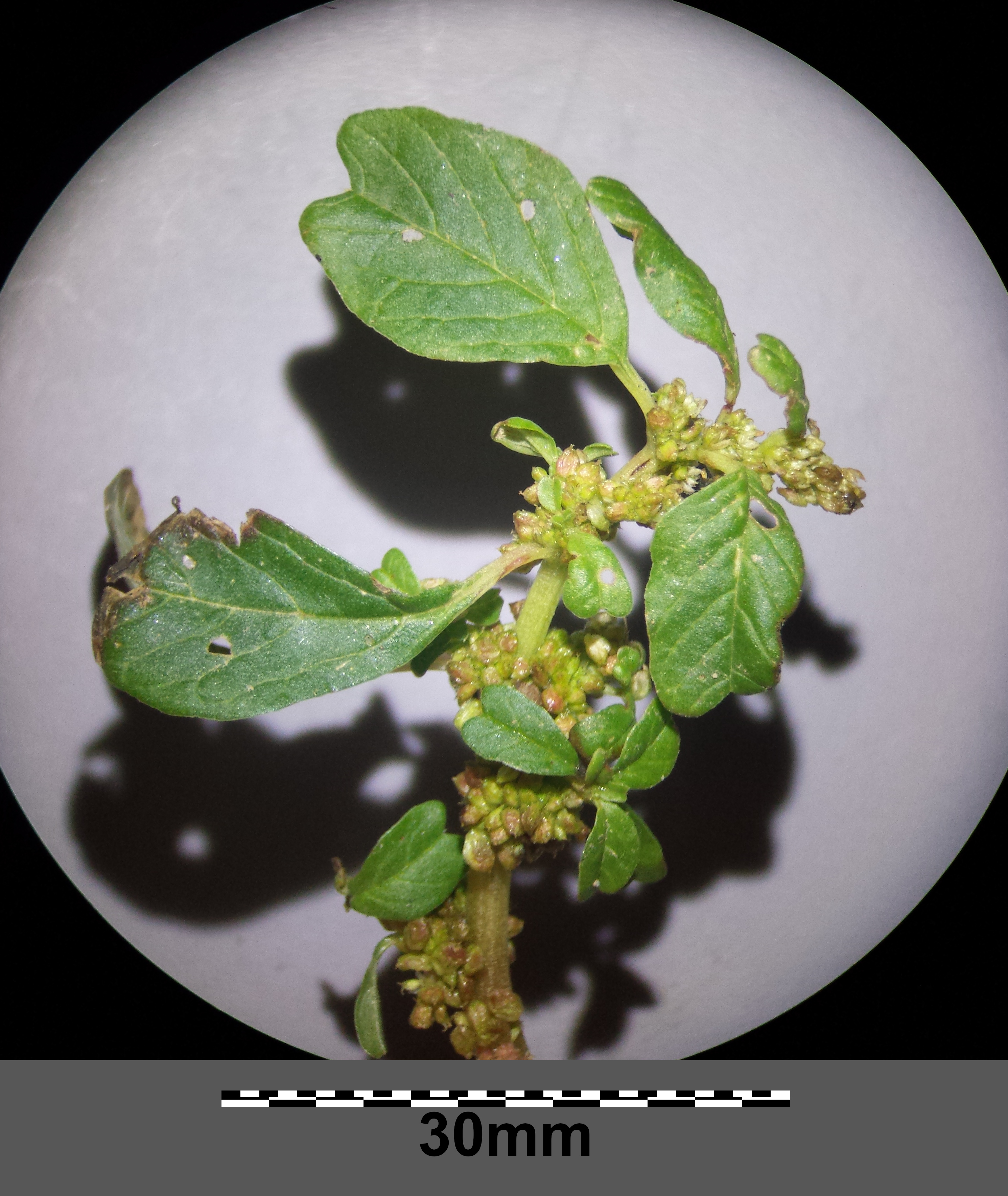
Amaranthus blitum subsp. emarginatus

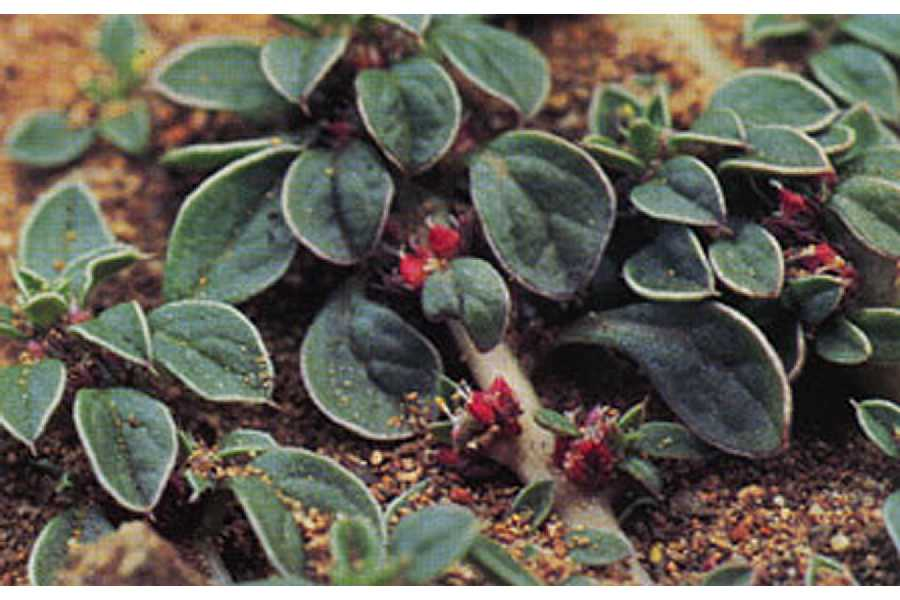
Amaranthus californicus

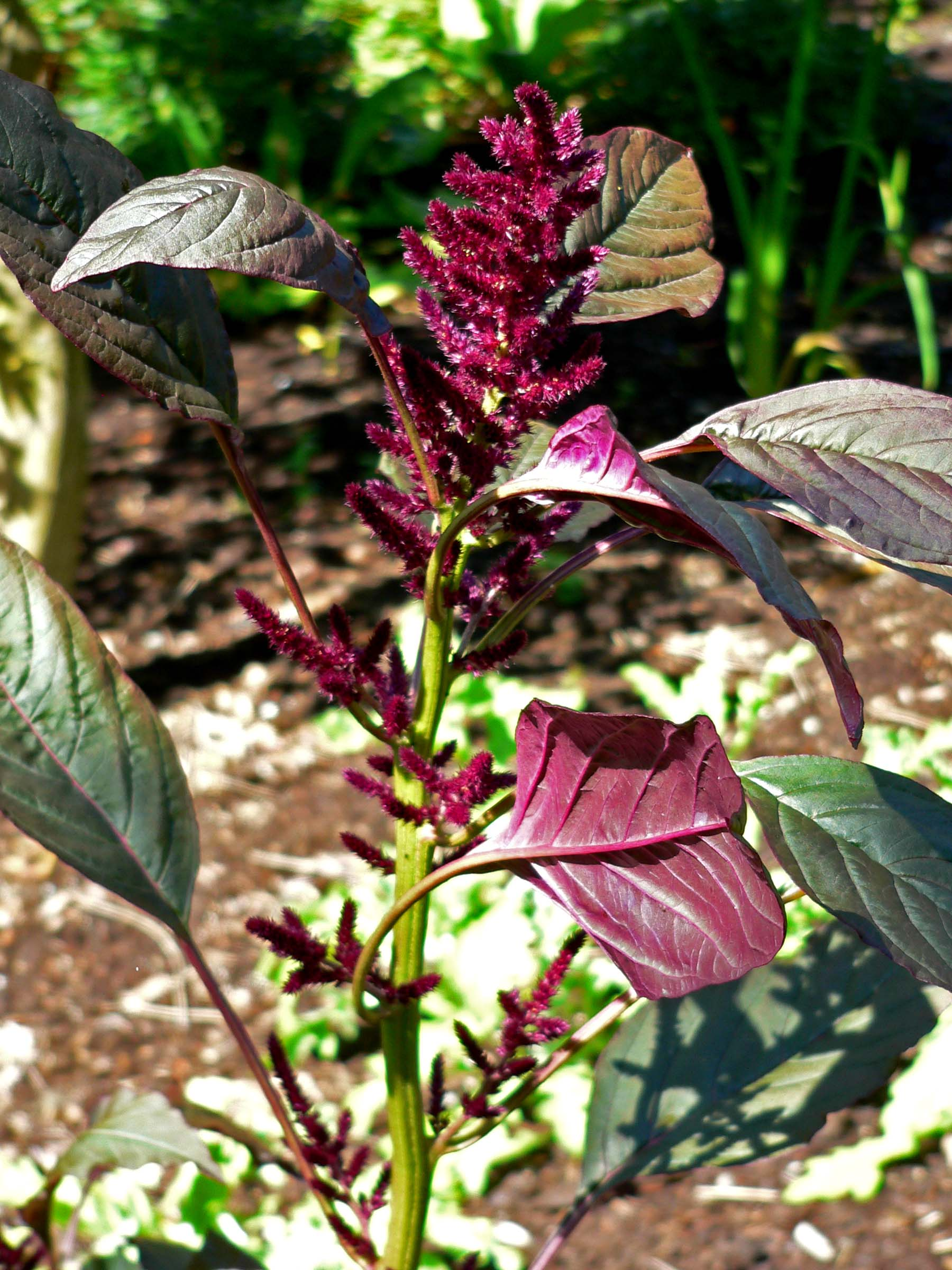
Rispiger Fuchsschwanz (Amaranthus cruentus)

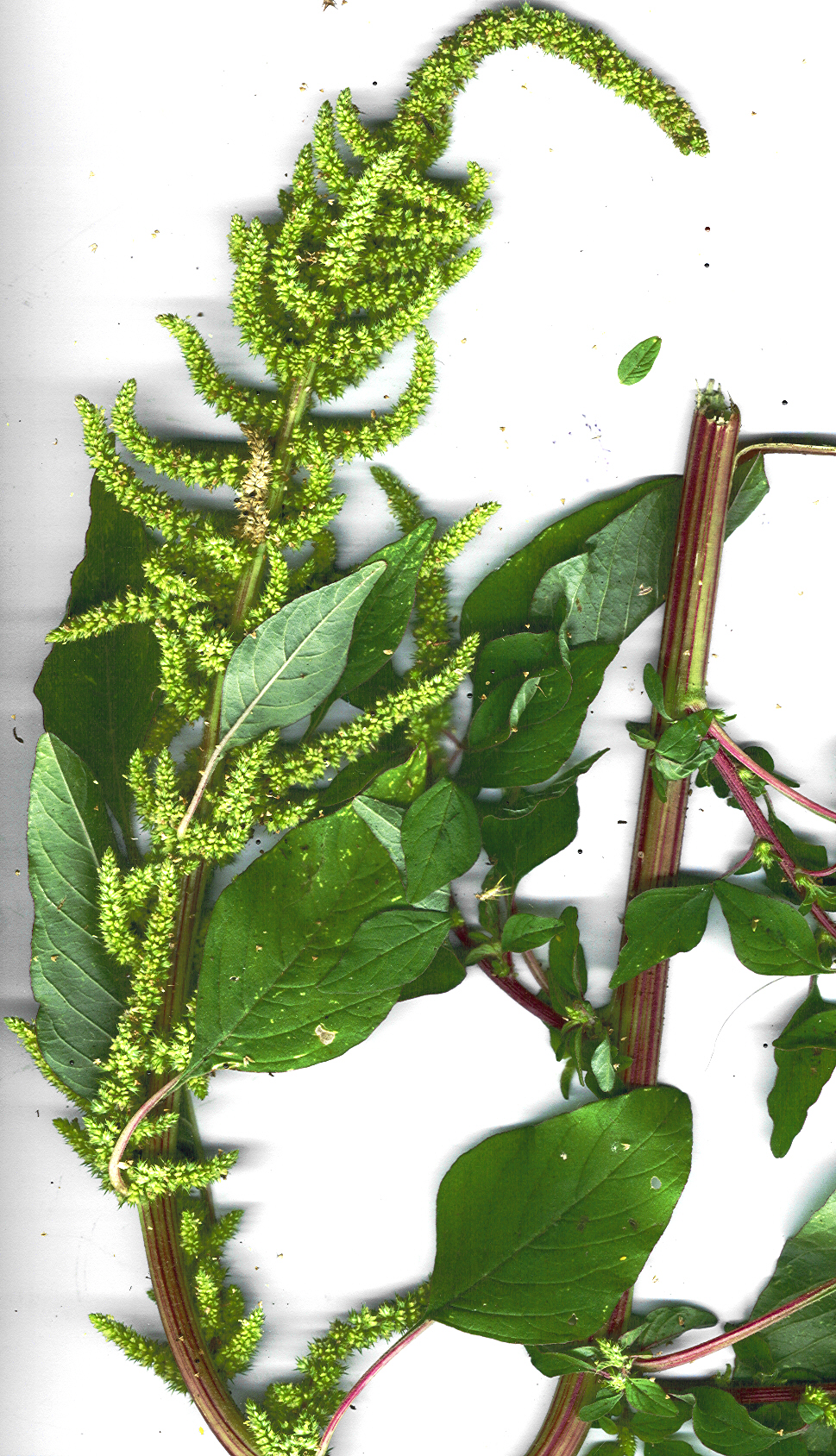
Amaranthus dubius

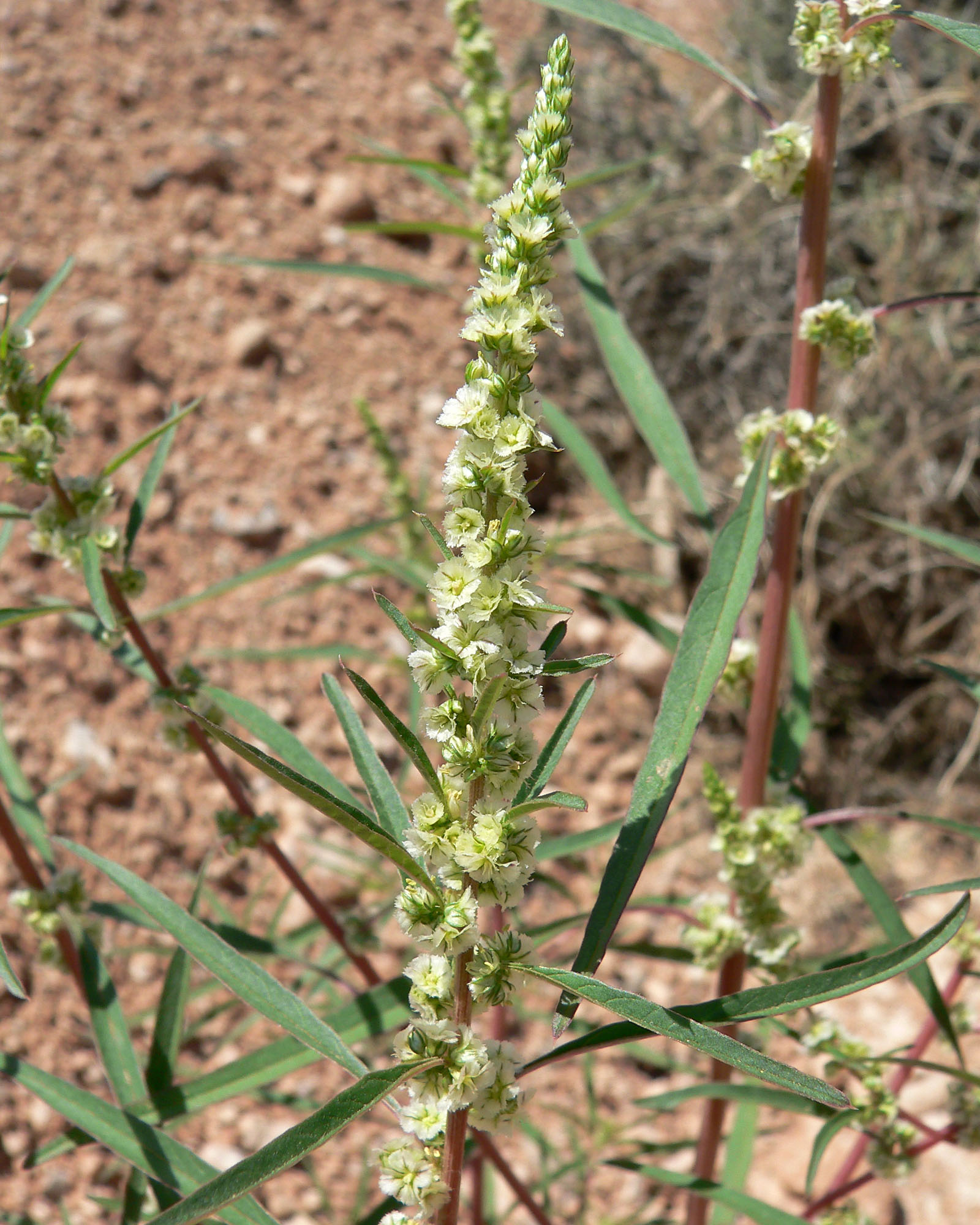
Amaranthus fimbriatus

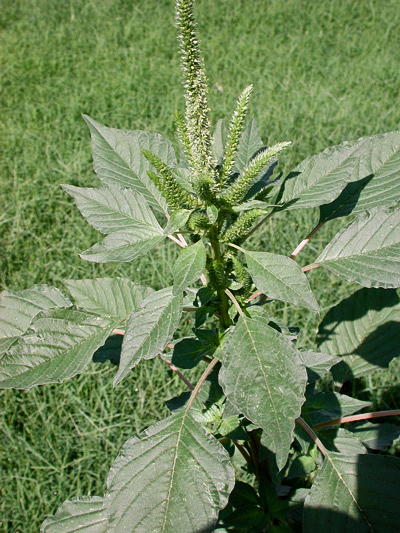
Amaranthus palmeri

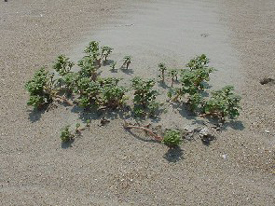
Küsten-Amarant (Amaranthus pumilus)

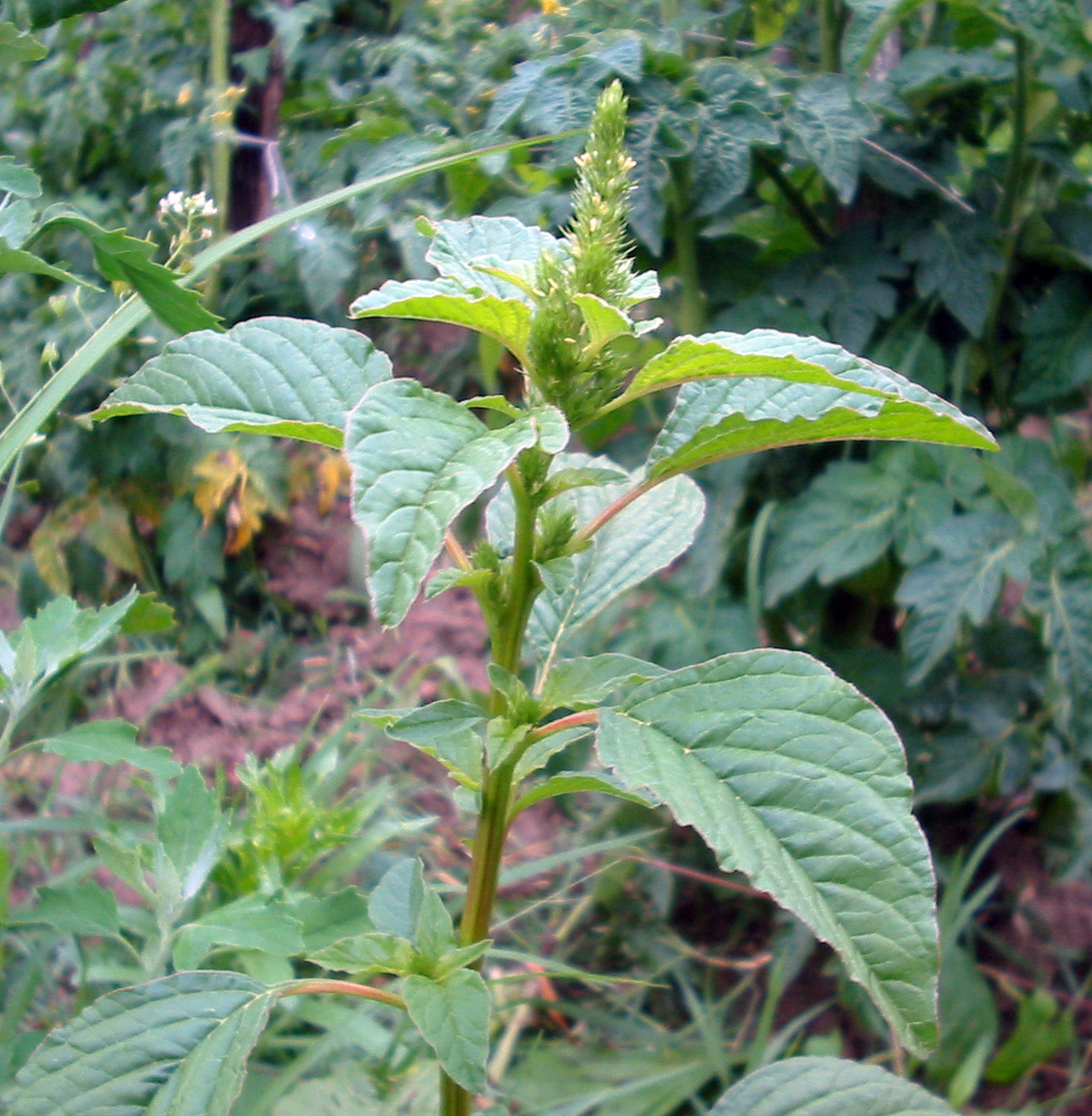
Zurückgebogener Amarant (Amaranthus retroflexus)

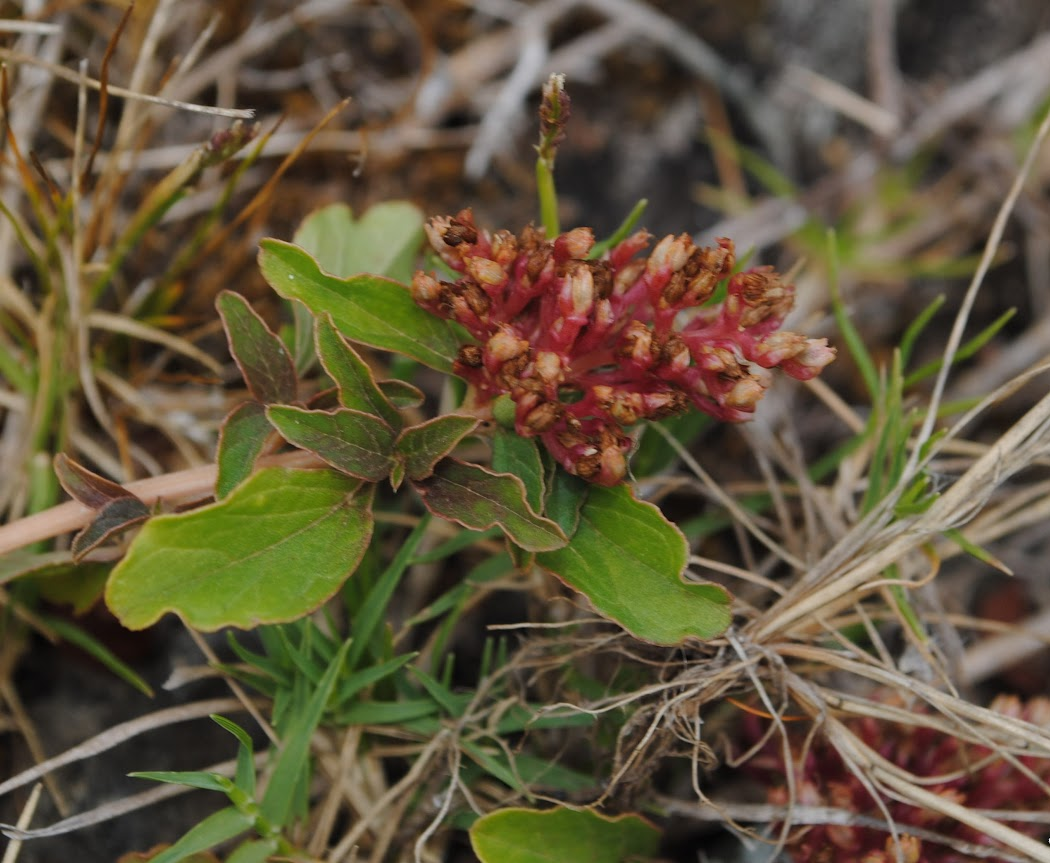
Amaranthus rosengurttii

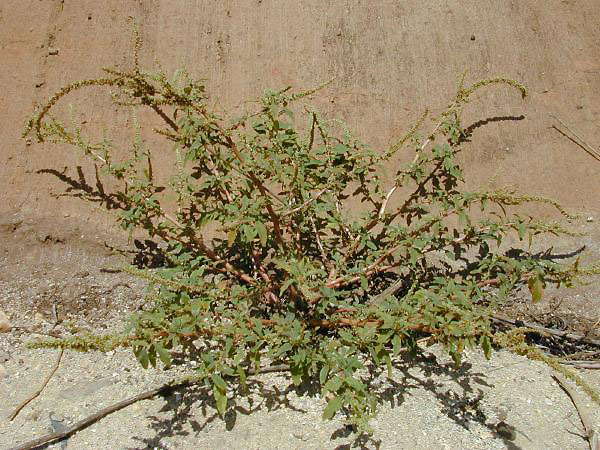
Dorniger Amarant (Amaranthus spinosus)

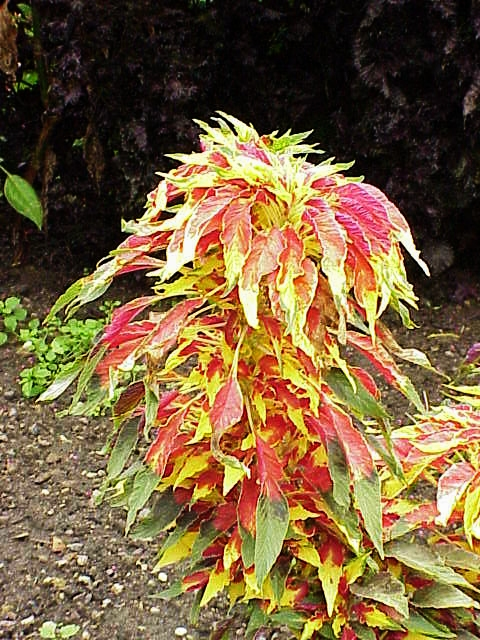
Gemüse-Amarant (Amaranthus tricolor)

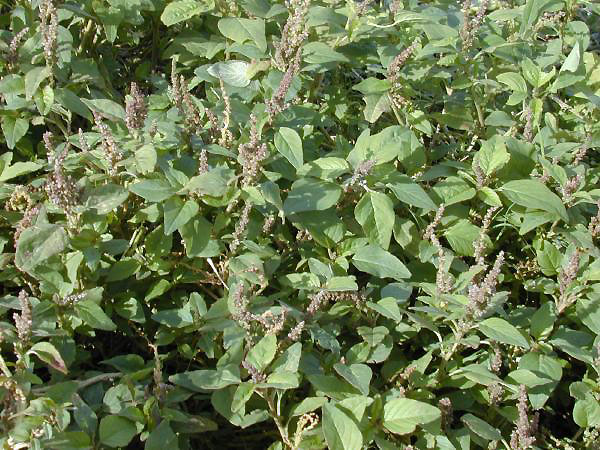
Grüner Amarant (Amaranthus viridis)

## Systematik
Die Gattung Amaranthus wurde 1753 durch Carl von Linné in Species Plantarum, 2, S. 989–991, aufgestellt. Ein Homonym ist Amaranthus Adans., veröffentlicht in Michel Adanson: Familles des Plantes, 2, 1763, S. 269. Die Lectotypus-Art ist Amaranthus caudatus L.; sie wurde 1930 durch Hitchcock und Green in Prop. Brit. Botanists, S. 110–199, festgelegt. Synonyme für Amaranthus L. sind Acanthochiton Torr., Acnida L., Albersia Kunth, Amblogyna Raf., Euxolus Raf., Goerziella Urb., Mengea Schauer, Montelia A. Gray, Sarratia Moquin-Tandon und Scleropus Schrader.
Die Gattung Amaranthus wird in drei Untergattungen gegliedert:
- Untergattung Acnida (L.) Aellen ex K.R.Robertson
- Untergattung Albersia (Kunth) Grenier & Godron
- Untergattung Amaranthus

### Arten (Auswahl alphabetisch)
Es gibt 60 bis 98 Amaranthus-Arten:
- Amaranthus acanthobracteatus Henr.: Sie kommt in Mexiko vor.[9]
- Amaranthus acanthochiton Sauer: Sie kommt im östlichen Arizona, in Utah, New Mexico, Texas und im nördlichen Mexiko vor.[9]
- Amaranthus ×adulterinus Thell. (Syn.: Amaranthus ×ozanonii Thell. ex Priszter): Sie kommt ursprünglich in Mexiko vor.[10]
- Weißer Fuchsschwanz (Amaranthus albus L.)
- Amaranthus anderssonii J.T.Howell: Sie kommt auf den Galapagos-Inseln vor.[10]
- Amaranthus arenicola I.M.Johnst.: Sie kommt in den zentralen und nordwestlichen Vereinigten Staaten vor.[9]
- Amaranthus asplundii Thell.: Sie kommt in zwei Varietäten in Bolivien, Ecuador, Argentinien und im nördlichen Chile vor.[9]
- Amaranthus atropurpureus Roxb.: Sie kommt ursprünglich in Indien vor.[10]
- Amaranthus aureus F.Dietr.: Sie kommt in Nepal vor.[10]
- Amaranthus australis (A.Gray) Sauer: Sie kommt in den südlichen Vereinigten Staaten, in Mexiko, in der Karibik, im nördlichen Südamerika und in Brasilien vor.[9]
- Amaranthus bahiensis Mart.: Sie kommt in Brasilien vor.[10]
- Westamerikanischer Amarant, Niederliegender Amarant, Westamerikanischer Fuchsschwanz (Amaranthus blitoides S.Watson)
- Aufsteigender Fuchsschwanz (Amaranthus blitum L.): Es gibt mehrere Unterarten und Varietäten:
  - Aufsteigender Amarant, Gemeiner Erd-Amarant (Amaranthus blitum subsp. blitum)
  - Amaranthus blitum subsp. emarginatus (Moq. ex Uline & Bray) Carretero et al.
  - Grünlicher Amarant, Grünlicher Fuchsschwanz (Amaranthus blitum subsp. oleraceus (L.) Costea)
  - Amaranthus blitum var. pseudogracilis (Thell.) Costea
- Amaranthus brandegeei Standl.: Sie kommt in den mexikanischen Bundesstaaten Sonora und Nayarit vor.[9]
- Amaranthus brownii Christoph. & Caum: Sie kommt in Hawaii vor.[9]
- Amaranthus ×budensis Priszter: Die Heimat ist Amerika.[10]
- Amaranthus californicus (Moq.) S.Watson: Sie kommt im westlichen Kanada, in den westlichen und zentralen Vereinigten Staaten und im nördlichen Mexiko vor.[9]
- Amaranthus campestris Willd.: Sie kommt ursprünglich in Indien vor.[10]
- Amaranthus cannabinus (L.) Sauer: Sie kommt in den östlichen Vereinigten Staaten vor.[9]
- Amaranthus capensis Thell.: Sie kommt in Südafrika und in Lesotho vor.[10]
- Amaranthus cardenasianus Hunz.: Sie kommt in Bolivien und in Argentinien vor.[9]
- Amaranthus ×caturus B.Heyne ex Hook.f.: Sie kommt in Indien vor.[10]
- Garten-Fuchsschwanz, Kiwicha, Inkaweizen (Amaranthus caudatus L.)
- Amaranthus celosioides Kunth: Sie kommt in Kolumbien und in Argentinien vor.[9]
- Amaranthus chihuahuensis S.Watson: Sie kommt in Mexiko vor.[9]
- Amaranthus clementii Domin: Sie kommt im nordwestlichen Australien vor.[10]
- Amaranthus cochleitepalus Domin: Sie kommt im nördlichen Australien vor.[10]
- Amaranthus commutatus A.Kern.: Sie kommt in Australien vor.[10]
- Amaranthus congestus C.C.Towns.: Sie kommt in Venezuela vor.[10]
- Amaranthus crassipes Schltdl.: Sie kommt ursprünglich in den südlichen Vereinigten Staaten, in Mexiko, Kolumbien, Venezuela und in der Karibik vor.[9]
- Krauser Amarant (Amaranthus crispus (Lesp. & Thévenau) A.Terracc.): Er kommt ursprünglich im südlichen Südamerika vor.[9][10]
- Rispen-Fuchsschwanz (Amaranthus cruentus L., Syn.: Amaranthus brasiliensis Moq.[10])
- Amaranthus cuspidifolius Domin: Sie kommt in Australien vor.[10]
- Herabgebogener Amarant (Amaranthus deflexus L.): Er kommt ursprünglich in Peru, Argentinien und möglicherweise auch in Bolivien vor.[9]
- Amaranthus dinteri Schinz: Sie kommt im südlichen Afrika vor.[10]

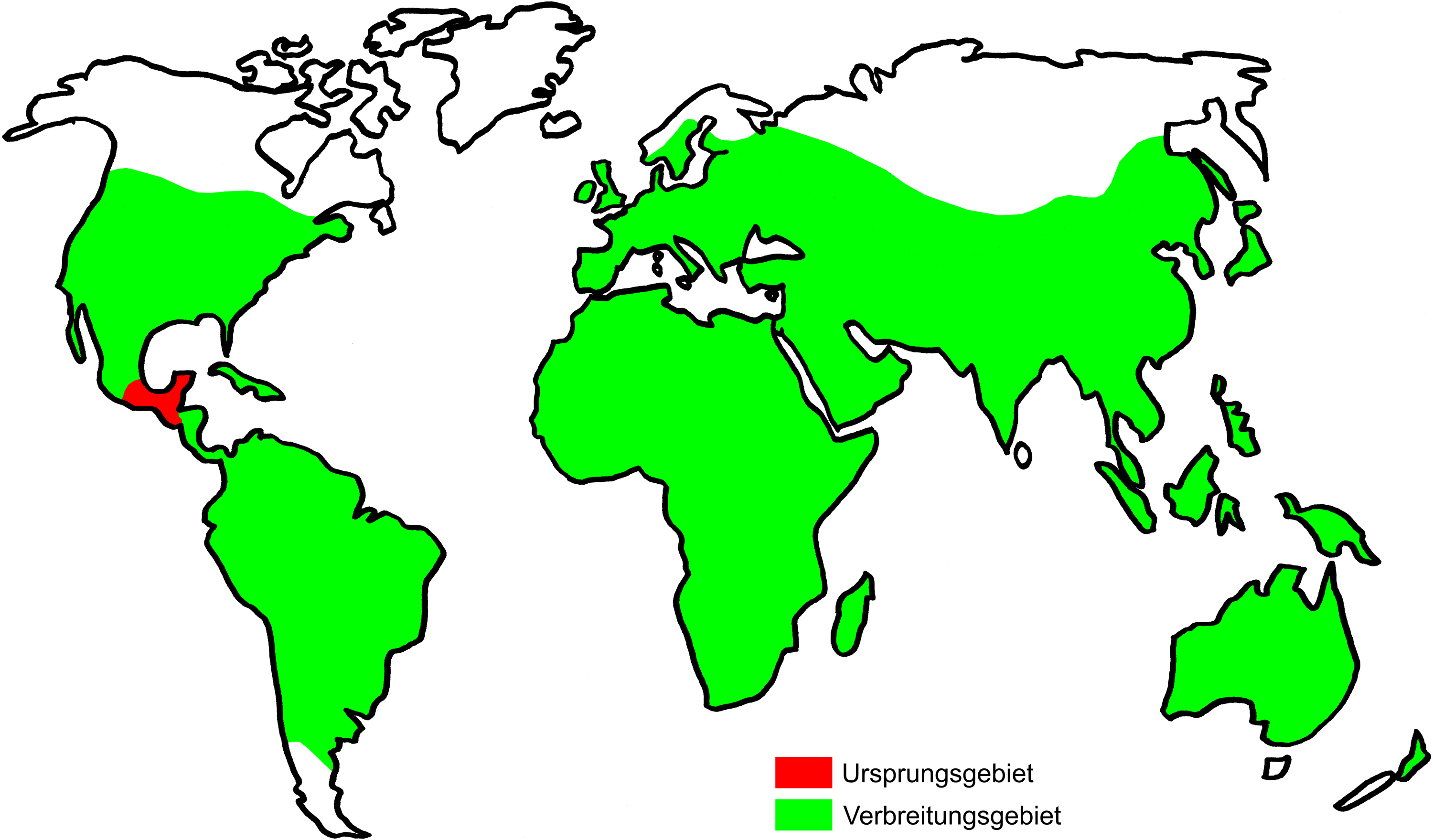
Ursprungs- (Rot) und aktuelles Verbreitungsgebiet (Grün) des Garten-Fuchsschwanzes (Amaranthus caudatus)

- Amaranthus dubius Mart. ex Thell.: Sie kommt ursprünglich in Mexiko, Mittelamerika, in der Karibik, im nördlichen und westlichen Südamerika und in Brasilien vor.[9] Im tropischen Afrika und Asien, in Europa, Florida und in Fidschi ist sie ein Neophyt.[9]
- Amaranthus fimbriatus (Torr.) Benth. (Syn.: Amaranthus venulosus S.Watson): Sie kommt von den südlichen und südwestlichen Vereinigten Staaten bis ins nördliche und westliche Mexiko vor.[10]
- Amaranthus floridanus (S.Watson) Sauer: Sie kommt in Florida vor.[10]
- Amaranthus furcatus J.T.Howell: Sie kommt auf den Galapagos-Inseln vor.[10]
- Griechischer Fuchsschwanz (Amaranthus graecizans L., Syn.: Amaranthus paolii Chiov., Amaranthus parvulus Peter[10]): Er kommt ursprünglich in mehreren Unterarten in Süd-, Mittel- und Osteuropa, in Makaronesien, in Afrika, auf der Arabischen Halbinsel, in West- und Zentralasien, im Kaukasus-Raum und auf dem indischen Subkontinent vor.[9]
- Amaranthus grandiflorus (J.M.Black) J.M.Black: Sie kommt in Australien vor.[10]
- Amaranthus greggii S.Watson: Sie kommt in Louisiana, Texas und in Mexiko vor.[9]
- Amaranthus hunzikeri N.Bayón: Sie kommt in Argentinien vor.[10]
- Ausgebreiteter Amarant, Ausgebreiteter Fuchsschwanz, Bastard-Amarant, Bastard-Fuchsschwanz, Grünähriger Fuchsschwanz (Amaranthus hybridus L.): Er kommt ursprünglich in Kanada, in den USA, Mexiko, Guatemala, Nicaragua, Costa Rica, Panama, in der Karibik, im nördlichen und westlichen Südamerika und in Brasilien vor.[9] Er ist in den tropischen, subtropischen und warm-gemäßigten Zonen der Erde ein Neophyt.[9]
- Trauer-Amarant, Grünähriger Fuchsschwanz, Roter Fuchsschwanz (Amaranthus hypochondriacus L.): Seine ursprüngliche Heimat ist vermutlich Nordamerika.[9]
- Amaranthus interruptus R.Br.: Sie kommt in Australien, Neuguinea und auf Timor vor.[9]
- Amaranthus kloosianus Hunz.: Sie kommt im nordwestlichen Argentinien vor.[10]
- Amaranthus leptostachyus Benth.: Sie kommt vom südöstlichen Neuguinea bis ins nördliche Australien vor.[10]
- Amaranthus lepturus S.F.Blake: Sie kommt in Mexiko vor.[9]
- Amaranthus lombardoi Hunz.: Sie kommt in Uruguay vor.[10]
- Amaranthus looseri Suess.: Sie kommt im zentralen Chile vor.[10]
- Amaranthus macrocarpus Benth.: Sie kommt in Australien vor.[9]
- Amaranthus minimus Standl.: Sie kommt im westlichen Kuba vor.[10]
- Amaranthus mitchellii Benth.: Sie kommt in Australien vor.[10]
- Amaranthus muricatus (Gillies ex Moq.) Hieron.: Sie kommt ursprünglich in Bolivien, Argentinien, Paraguay und Uruguay vor und ist im südöstlichen Australien, im südwestlichen Europa und in den südöstlichen Vereinigten Staaten ein Neophyt.[9]
- Amaranthus pallidiflorus F.Muell.: Sie kommt vom südöstlichen Neuguinea bis ins nördliche Australien vor.[10]
- Amaranthus palmeri S.Watson: Sie kommt ursprünglich in den Vereinigten Staaten und in Mexiko vor und ist in Spanien, Schweden, Madeira, Zypern, Indien und Australien ein Neophyt.[9]
- Amaranthus paraguayensis Parodi: Sie kommt in Paraguay vor.[10]
- Amaranthus persimilis Hunz.: Sie kommt im nordwestlichen Argentinien vor.[10]
- Amaranthus peruvianus (Schauer) Standl.: Sie kommt von Peru bis ins nordwestliche Argentinien vor.[10]
- Amaranthus polygonoides L.: Sie kommt in South Carolina, Florida, Texas, Mexiko, Honduras, Belize und in der Karibik vor.[9]
- Amaranthus polystachyus Willd.: Sie kommt in Indien vor.[10]
- Grünähriger Amarant (Amaranthus powellii S.Watson): Sie kommt ursprünglich in den südwestlichen und südlich-zentralen Vereinigten Staaten bis Mexiko vor.[10] Es gibt zwei Unterarten.
- Amaranthus praetermissus Brenan: Sie kommt vom südlichen tropischen Afrika bis ins südliche Afrika vor.[10]
- Küsten-Amarant (Amaranthus pumilus Raf.): Er kommt in den östlichen Vereinigten Staaten vor.[9]
- Zurückgebogener Amarant, Acker-Fuchsschwanz, Bogen-Fuchsschwanz, Gekrümmter Fuchsschwanz, Krummer Fuchsschwanz, Rauhaariger Amarant, Rauhaariger Fuchsschwanz, Zurückgekrümmter Fuchsschwanz (Amaranthus retroflexus L.). Seine Heimat ist Nordamerika, er ist aber fast weltweit ein Neophyt.[9]
- Amaranthus rosengurttii Hunz.: Sie kommt im südlichen Brasilien, in Uruguay und in Argentinien vor.[10]
- Amaranthus roxburghianus H.W.Kung: Sie kommt in Indien und in China vor.[9]
- Amaranthus scandens L. f.: Sie kommt in Südamerika vor.[10]
- Amaranthus scariosus Benth.: Sie kommt in Mexiko, Guatemala, Honduras, El Salvador, Nicaragua und Costa Rica vor.[9]
- Amaranthus schinzianus Thell.: Sie kommt in Namibia und in Südafrika vor.[10]
- Amaranthus scleranthoides (Andersson) Andersson: Sie kommt auf den Galapagos-Inseln vor.[10]
- Amaranthus scleropoides Uline & W.L.Bray: Sie kommt in Oklahoma, Texas und im nördlichen Mexiko vor.[9]
- Amaranthus ×soproniensis Priszter & Kárpáti: Sie kommt ursprünglich in Mexiko vor.[10]
- Amaranthus sparganicephalus Thell.: Sie kommt auf der Arabischen Halbinsel und vom nordöstlichen tropischen Afrika bis ins nördliche Tansania vor.[10]
- Dorniger Fuchsschwanz, Malabarspinat (Amaranthus spinosus L., Syn.: Amaranthus caracasanus Kunth[10]). Seine Heimat ist die Neotropis von Mexiko bis ins tropische Südamerika. Er ist aber in den tropischen, subtropischen und warm-gemäßigten Zonen ein weitverbreiteter Neophyt.[9]
- Amaranthus squamulatus (Andersson) B.L.Rob.: Sie kommt im westlichen Ecuador und auf den Galapagos-Inseln vor.[10]
- Standleys Amarant (Amaranthus standleyanus Parodi ex Covas): Seine Heimat ist Bolivien bis Argentinien.[9][10]
- Amaranthus ×tamariscinus Nutt.: Sie kommt ursprünglich in Arkansas vor.[10]
- Amaranthus tamaulipensis Henrickson: Sie kommt in Texas und in Mexiko vor.[9]
- Amaranthus tenuifolius Willd.: Sie kommt in Pakistan und im nördlichen Indien vor.[9]
- Amaranthus ×texensis Henrickson: Sie kommt von Texas bis ins nordöstliche Mexiko vor.[10]
- Amaranthus thellungianus Nevski. Wird auch als Unterart Amaranthus graecizans subsp. thellungianus (Nevski) Gusev zu Amaranthus graecizans gestellt.[9]
- Amaranthus thunbergii Moq.: Sie kommt ursprünglich im tropischen und im südlichen Afrika vor und ist in Europa und Australien ein Neophyt.[9]
- Amaranthus torreyi (A.Gray) Benth. ex S.Watson (Syn.: Amaranthus bigelowii Uline & W.L.Bray, Amaranthus pringlei S.Watson): Sie kommt von Kalifornien bis Texas und im zentralen Mexiko vor.[10]
- Dreifarbiger Fuchsschwanz, Chinesischer Salat, Gemüse-Amarant, Surinamesischer Fuchsschwanz (Amaranthus tricolor L., Syn.: Amaranthus mangostanus L., Amaranthus polygamus L.[10]) Er kommt ursprünglich im tropischen Asien vor.[10]
- Amaranthus tuberculatus (Moq.) Sauer: Sie kommt ursprünglich in Kanada und in den Vereinigten Staaten vor.[9]
- Amaranthus ×tucsonensis Henrickson: Sie kommt ursprünglich in Arizona und im nördlichen Mexiko vor und ist wahrscheinlich hybriden Ursprungs.[9]
- Amaranthus urceolatus Benth. (Syn.: Amaranthus haughtii Standl.): Sie kommt ursprünglich von Ecuador bis Bolivien vor.[10]
- Grüner Amarant (Amaranthus viridis L.): Er ist vom südöstlichen Mexiko bis ins tropische Südamerika beheimatet und ist in den Tropen ein weitverbreiteter Neophyt.[9][10]
- Amaranthus vulgatissimus Speg.: Sie kommt ursprünglich von Argentinien bis Uruguay vor.[10]
- Amaranthus watsonii Standl.: Sie kommt im südlichen Kalifornien, im südwestlichen Arizona und im nördlichen Mexiko vor.[9]
- Amaranthus wrightii S.Watson: Sie kommt im südlichen Colorado, in New Mexico, Texas und in Arizona vor.[9]

## Geschichte

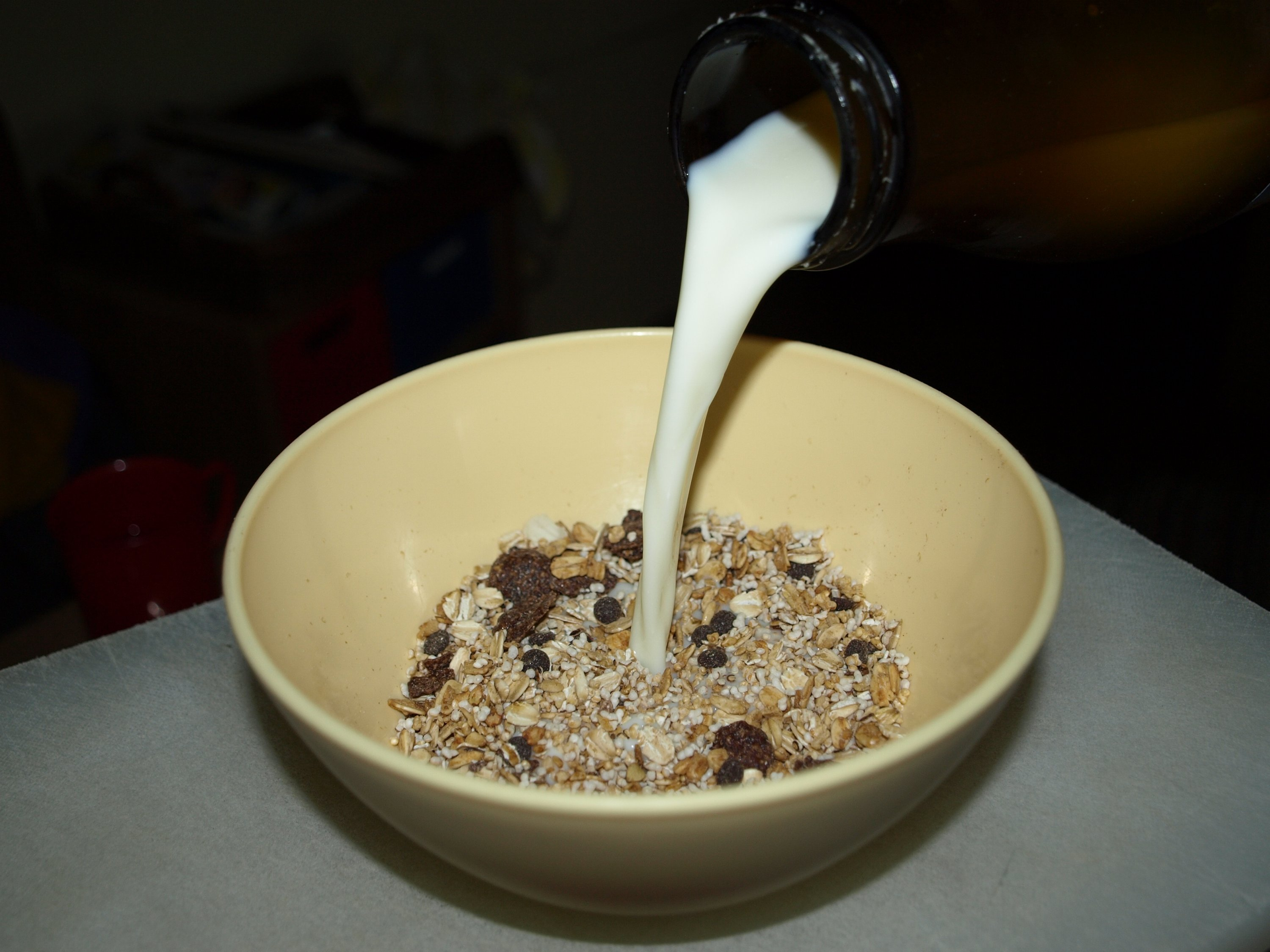
Amarant-Müslimischung

Amarant zählt zu den ältesten Nutzpflanzen der Menschheit. Er wurde bereits von der Coxcatlán-Kultur in Tehuacán (Mexiko) kultiviert, und in fast 9000 Jahre alten Gräbern wurden Samen nachgewiesen. Bei den Azteken, Inka und Maya waren die getreideähnlichen Amarant-Körner neben Quinoa und Mais ein Hauptnahrungsmittel.
Wegen der auch religiösen Bedeutung des Amarants, unter anderem im Rahmen einer kommunionsähnlichen Zeremonie im Zusammenhang mit einem Fest zu Ehren des Aztekengottes Huitzilopochtli (bei der auch Menschenblut zur Anwendung kam), wurde der Amarant-Anbau im 16. Jahrhundert von den Spaniern unter Androhung der Todesstrafe verboten. Nach Aufhebung des Verbots blieb der Nutzen der Pflanze für Jahrhunderte fast völlig vergessen.

## Wirtschaftlich genutzte Arten
Einige Amarant-Arten sind Nutzpflanzen.
In der alten Welt: Aufsteigender Amarant oder Aufsteigender Fuchsschwanz (Amaranthus blitum L.), Gemüse-Amarant (Amaranthus tricolor L.), Grüner Amarant (Amaranthus viridis L.)
In der neuen Welt: Garten-Fuchsschwanz (Amaranthus caudatus L.), Rispen-Fuchsschwanz (Amaranthus cruentus L.), Trauer-Fuchsschwanz (Amaranthus hypochondriacus L.), Dorniger Fuchsschwanz (Amaranthus spinosus L.), Zweifelhafter Fuchsschwanz (Amaranthus dubius Mart. ex Thell.)

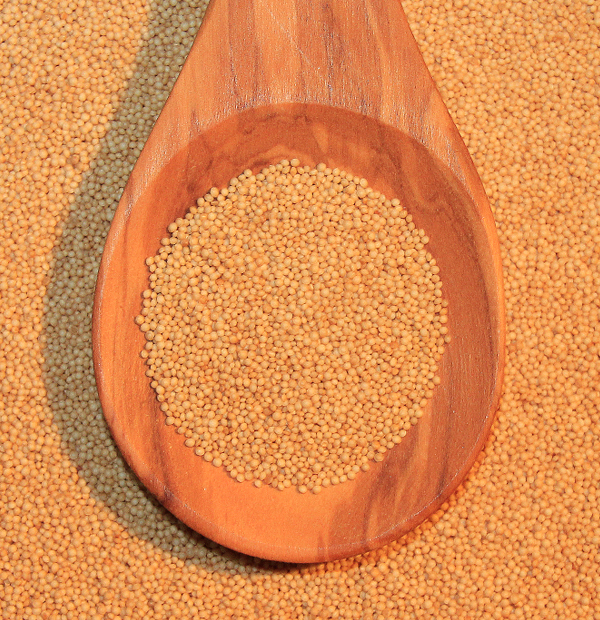
Amarant ganz

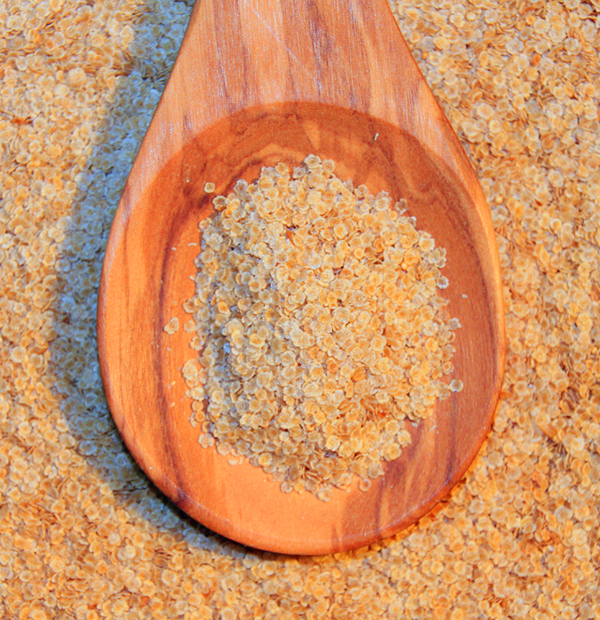
Amarantflocken

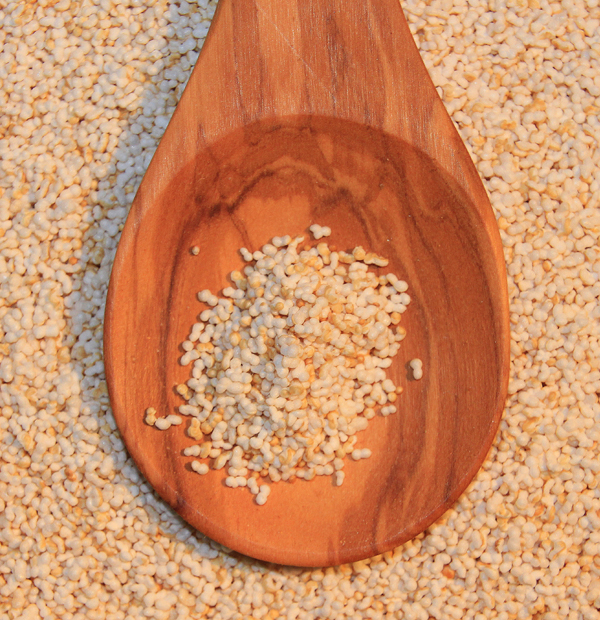
Amarant gepufft

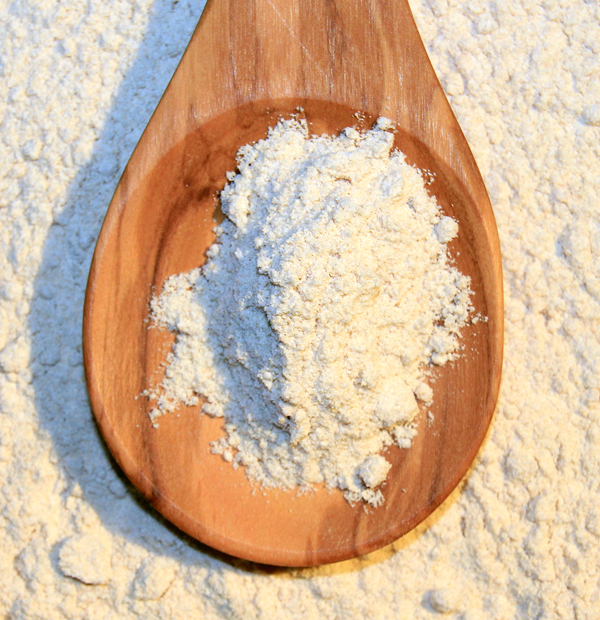
Amarantmehl

## Verwendung
Die Samen des Garten- und Rispen-Fuchsschwanzes werden ähnlich wie Getreide verwendet. Botanisch allerdings ist Amarant ein Pseudogetreide: Es sieht zwar aus wie Getreide, und seine Samen werden auch so verwendet, aber es gehört nicht zu den Süßgräsern. Amarant ist glutenfrei. Dies macht es zu einem vollwertigen und verträglichen Getreideersatz bei Gluten-Unverträglichkeit (Zöliakie). Zudem ist der hohe Eisengehalt wertvoll bei Eisenmangelanämie und während der Schwangerschaft.
Die Blätter aller Amarant-Arten werden außerdem als Gemüse gegessen; sie haben einen deutlichen Geruch nach Spinat (wenn man sie zerreibt) und schmecken nach sehr zartem Spinat oder Mangold. Auch die jungen Blütenstände sind als Gemüse verwendbar. Die Samen und Blüten schmecken nussig, und zu Keimlingen gezogen sind sie ebenfalls essbar. Die Pfahlwurzel schmeckt süßlich und nach Rote Bete oder Runkelrübe. Sie ist jedoch meist verholzt und muss zum Beispiel kleingerieben werden, um verwendet werden zu können.
Die Nahrungsmittelindustrie verwendet Amarant heute in der Baby- und Kindernahrung, als Zumischung in Brot, Gebäck und Müsli, bei Eierkuchen und Pasta, auch in Wurstwaren sowie im Fast-Food-Bereich bei Riegeln und Snacks. Es gibt auch Versuche zur Herstellung von Getränken auf Basis von Amarant, unter anderem zum Brauen von glutenfreiem Bier.
Amarant entfaltet beim Kochen seinen typisch nussigen Geruch. Vorbereitend sollte Amarant mit Hilfe eines Haarsiebs und warmem Wasser ausgewaschen werden. Er kann im Müsli, als Grundlage in Salaten, in Gemüsepfannen oder als allgemeine Beilage verzehrt werden. Amarant-Mehl eignet sich pur nur begrenzt zum Backen, es sollte im Verhältnis 1:3 oder 1:2 mit glutenhaltigem Mehl vermischt werden, da das Kleberprotein sonst fehlt. Der Naturkosthandel führt Amarantkörner pur oder als Zutat (auch gepoppt) in Müsli-Mischungen.

## Inhaltsstoffe

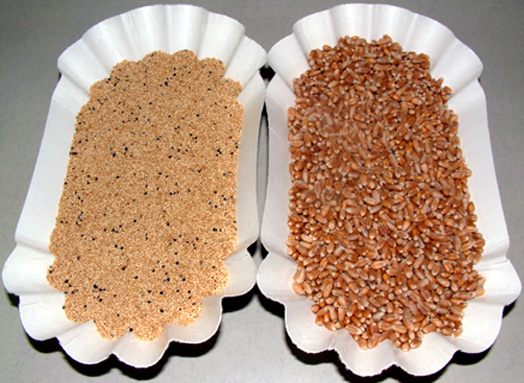
Vergleich Amarant (links) und Weichweizen (rechts)

Amarant hat einen höheren Gehalt an Proteinen und Mineralstoffen als die meisten weltweit traditionell angebauten Getreidesorten. Die Proteine bestehen zu einem hohen Anteil aus essentiellen Aminosäuren, der Gehalt an Calcium, Magnesium, Eisen und Zink ist sehr hoch, vor allem wegen des hohen Eisenanteils wird Amarant besonders für Schwangere empfohlen. Im Verhältnis zu den Kohlenhydraten ist der Anteil der Ballaststoffe sehr hoch. Amarant enthält viele ungesättigte Fettsäuren.
Die Inhaltsstoffe sind in einem für die menschliche Ernährung günstigen Verhältnis kombiniert.
Allerdings enthält Amarant bestimmte Gerbstoffe, die die Aufnahme und Verdauung von Vitaminen, Proteinen sowie Spurenelementen hemmen können. Zudem ist Amarant sehr reich an Oxalsäure, weswegen Personen, die zu oxalat-haltigen Nierensteinen neigen, von übermäßigem Verzehr absehen sollten.

## Etymologie
Das Wort „Amaranth“ entstammt dem Griechischen [ἀμάραντος oder Amarantos in lateinischer Umschrift]. Es ist zusammengesetzt aus zwei Wortteilen, dem Präfix (ἀ)a = un- und dem Verb (μαραίνω) maraino = vergehen. Dies bedeutet so viel wie „der/die Eine, der/die nicht vergeht/ewig blüht“. Eine Pflanze Amarant wurde von Dioskurides in seiner „Materia Medica“ beschrieben. Auch Plinius der Ältere erwähnt sie (als amarantus) in seiner Naturalis historia. Die antiken Namen beziehen sich nicht auf die moderne Gattung, von der zumindest eine Art, Amaranthus blitum, den antiken Autoren bekannt war. Die von Dioskurides beschriebene, gelb blühende Pflanze war vermutlich die Sand-Strohblume (Helichrysum arenarium). Plinius beschreibt eine rot blühende Art („spica purpurea“), vermutlich Silber-Brandschopf (Celosia argentea) aus der Familie Amaranthaceae. In beiden Fällen handelt es sich um Pflanzen, deren Farbe beim Trocknen erhalten bleibt.
Der Name blieb in der Antike und im Mittelalter für eine „immerwährende“ Pflanze gebräuchlich, der magische Eigenschaften zugesprochen wurden und die als Symbol für die Jungfrau Maria dienen konnte; es ist nicht in allen Fällen sicher, ob die literarischen Verwendungen des Namens sich überhaupt auf eine reale Pflanze bezogen oder eher mythisch-symbolisch gemeint waren. Otto Beßler deutet eine als Floramor benannte Heilpflanze als „Amarantus spec.“

## Sonstiges
In dem Lied „Amaranth“ der finnischen Band Nightwish wird diese Pflanze als Symbol für immerwährende Schönheit und Vollkommenheit verwendet. Diese Symbolik wurde bereits mehrere Jahre zuvor von der schwedischen Doom-Metal-Band Draconian verwendet. An den Namen ist außerdem der Titel des Enya-Albums „Amarantine“ angelehnt.

Nichts mit dieser Gattung zu tun hat:

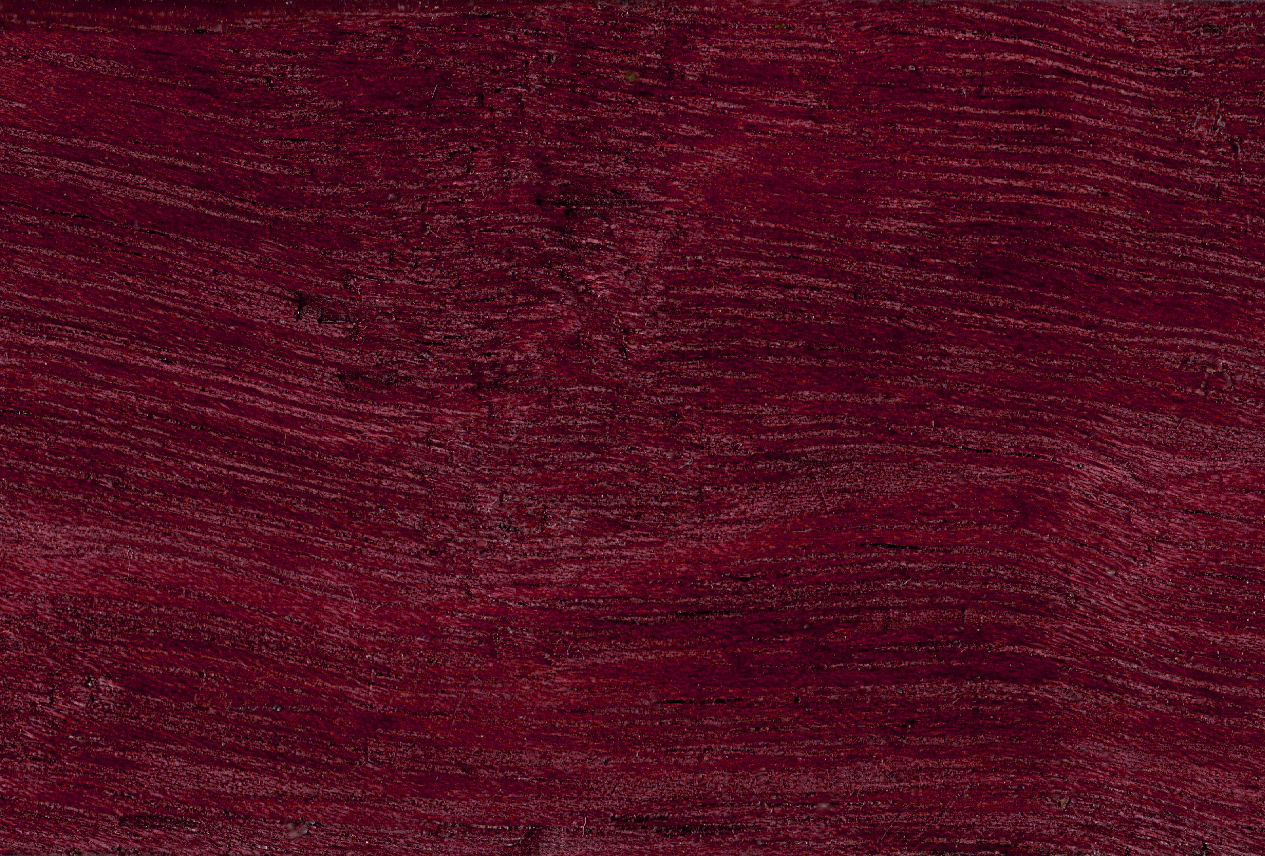
„Amaranth“-Holz

Als „Amaranth-Holz“ (englischsprachig Purpleheart) wird auch das Holz von Arten der Gattung Peltogyne aus der Unterfamilie der Johannisbrotgewächse (Caesalpinioideae) innerhalb der Hülsenfrüchtler (Fabaceae) bezeichnet, das wegen seiner auffälligen Farbe gerne für Einlegearbeiten, aber auch beispielsweise für Messergriffe verwendet wird.